# Sillaginopsis panijus
Sillaginopsis panijus är en fiskart som först beskrevs av Hamilton 1822.  Sillaginopsis panijus ingår i släktet Sillaginopsis och familjen Sillaginidae. Inga underarter finns listade i Catalogue of Life.